# Hirschvogel Group
Die Hirschvogel Group ist ein Unternehmen für Automotive-Komponenten aus Stahl und Aluminium mit Sitz im bayerischen Denklingen. Das Unternehmen ist in der Massivumformung und Zerspanung von Stahl und Aluminium tätig. Die  Unternehmensgruppe vereint unter der Hirschvogel Holding GmbH weltweit acht Produktions- und zwei Beteiligungsgesellschaften. 

## Geschichte
Aus einer Dorfschmiede erfolgte 1938 die Umwandlung in eine Industrieschmiede und 1963 der Neubau einer Produktionshalle am heutigen Hauptsitz. Mit Gründung des Tochterunternehmens Hirschvogel Incorporated in den USA (Columbus) begann 1988 die Internationalisierung der Firma. Später folgten weitere Tochterwerke in Polen (Gliwice), China (Pinghu), Indien (Sanaswadi) und Mexiko (San Juan del Río).

## Produkte und Leistungen
Haupttätigkeit ist die Entwicklung und Produktion von Stahl- und Aluminiumkomponenten für Produktlösungen in den Bereichen elektronische Systeme und Mikromobilität. Das Leistungsspektrum reicht von Antriebsstrangkomponenten für  Antriebstechnologien, über Getriebe- und Fahrwerkkomponenten bis hin zu Karosserie- oder Rahmenbauteilen. Sie finden in Pkw, Lkw sowie in den Bereichen Mikromobilität und Bike Anwendung. 

## Standorte
- Denklingen in Oberbayern (Hirschvogel Holding GmbH und Hirschvogel Umformtechnik GmbH)
- Schongau in Oberbayern (Hirschvogel Komponenten GmbH)
- Marksuhl in Thüringen (Hirschvogel Eisenach GmbH und Hirschvogel Aluminium GmbH)
- Pinghu in China (Hirschvogel Automotive Components (Pinghu) Co., Ltd.)
- Gliwice in Polen (Hirschvogel Components Poland Sp. z o.o.)
- Sanaswadi bei Pune in Indien (Hirschvogel Components India Pvt. Ltd.)
- San Juan del Río in Mexiko (Hirschvogel Components Mexico S.A. de C.V.)

## Auszeichnungen
- 2010: „Werkzeugbau des Jahres“ und Sieg in der Kategorie „Interner Werkzeugbau über 100 Mitarbeiter“ für die Hirschvogel Automotive Group beim Wettbewerb „Excellence in Production“[1]
- 2013: ZF-Supplier Award, Kategorie „Global Supplier“[2]
- 2015: Stahl-Innovationspreis, Kategorie „Produkte aus Stahl“: „Stahl ersetzt Aluminium – Kolben für Pkw-Dieselmotoren“ zusammen mit der Daimler AG und KS Kolbenschmidt GmbH[3]